# Callasopia
Callasopia is een geslacht van vlinders van de familie snuitmotten (Pyralidae), uit de onderfamilie Chrysauginae.

## Soorten
- C. rosealis Möschler, 1889
- C. semirufalis Hampson, 1906
- C. undulilinea Hampson, 1916